# The Car Is on Fire (album)
The Car Is on Fire – pierwsza płyta warszawskiego zespołu The Car Is on Fire, wydana w maju 2005 roku. Zebrała wiele pochlebnych recenzji (m.in. Przekrój, Gazeta Wyborcza, Ozon, Playboy, Newsweek, Fluid, Aktivist, Teraz Rock, Życie Warszawy, Ultramaryna, Lampa). Pismo „Przekrój” określiło podpisanie kontraktu przez EMI Music Poland z The Car Is on Fire mianem „najlepszej decyzji całego polskiego przemysłu fonograficznego ostatnich lat”.

## Spis utworów
1. „No One Got Hurt, Fortunately” – 2:25
2. „Miniskirt” – 3:21
3. „Scarlett O’Hara” – 3:27
4. „Cranks” – 3:20
5. „Ellinor” – 2:34
6. „At This Time” – 1:29
7. „(Escape, Escape)” – 3:07
8. „Miss Nevada” – 2:20
9. „Sexy Flawless Waitress Rules” – 2:02
10. „16 Days and 16 Nights” – 2:27
11. „Break Up with Him (The Break-Up Song)” – 2:19
12. „Sell Sell Sell” – 3:40
13. „Expect Some Hatred” – 4:55

Twórcą muzyki i tekstu jest grupa The Car Is on Fire. Głównym autorem utworów 1-9 i 11-13 jest Borys Dejnarowicz, zaś utworu 10. Jacek Szabrański. W piosence „Ellinor” wykorzystano fragmenty kompozycji Klary Czubak.

## Twórcy
Zespół
- Jakub Czubak
- Borys Dejnarowicz
- Krzysztof Halicz
- Jacek Szabrański

Personel
- produkcja: The Car Is on Fire, Michał Baczuń, Jerzy Runowski
- realizacja: Michał Baczuń
- mix: Jerzy Runowski
- mastering: Grzegorz Piwkowski
- projekt okładki: The Car Is on Fire
- zdjęcia na okładce: Sophie Thun, Jakub Czubak, Borys Dejnarowicz